# Paracaryum gorganicum
Paracaryum gorganicum är en strävbladig växtart som först beskrevs av H. Riedl, och fick sitt nu gällande namn av Heller. Paracaryum gorganicum ingår i släktet Paracaryum och familjen strävbladiga växter. Inga underarter finns listade i Catalogue of Life.